# Домашнее насилие в Таджикистане
Домашнее насилие в Таджикистане широко распространенное явление в свете традиционных мусульманских семейных ценностей, а также нежелания властей вмешиваться в то, что считается в  Таджикистане «частным семейным делом».

## Масштаб
Более чем 40% таджикских женщин сталкиваются с физическим, психологическим или сексуальным насилием со стороны своих мужей или родственников, причем этот показатель еще выше в семьях с низким доходом или живущих в сельской местности. Одна женщина, в разговоре с представителями Amnesty International, сообщила, что в течение пяти лет замужества.
Современное законодательство Таджикистана запрещает изнасилование. Такое деяние карается лишением свободы на срок до 20 лет, но отдельного закона о супружеском изнасиловании в стране еще нет.
Многие женщины становятся жертвами насилия со стороны своих мужей или родственников мужа после замужества. Одной из причин такого насилия является то, что многие женщины из бедных семей прекращают учебу и выходят замуж в юном возрасте, что оставляет их без необходимого образования и экономически зависимыми от своих мужей.
В 2013 году в Таджикистане был принят "О предупреждении насилия в семье" - первый закон о борьбе с домашним насилием в стране.

## Социокультурная среда
Большинство женщин в Таджикистане оправдывают насилие в семье, особенно в тех случаях случаях, когда жена уходит без уведомления мужа, спорит с ним или отказывается от секса. По данным исследования ЮНИСЕФ, это относится к 62,4%, 68% и 47,9% женщин соответственно. Это свидетельствует о том, что насилие в семье не только распространено, но и откровенно принимается обществом. Из другого исследования следует, что как женщины, так и мужчины считают, что муж или свекровь могут оправданно бить жену или невестку в случае, если она возражает, не слушается, уходит из дома без разрешения, не готовит еду вовремя или не заботится должным образом о детях.
Полиция в Таджикистане часто не желает вмешиваться в случаи насилия в семье и старается поскорее примирить мужчину и женщину. Более того, они иногда сами обвиняют жертв насилия и оскорбляют женщин, которые пытаются сообщить о происшествии. Часто женщинам, которые обращаются в милицию, говорят подать жалобу в другое место или просто выгоняют. В Таджикистане судебные органы, полиция и медицинский персонал не проходят обучение по работе с жертвами домашнего насилия. В целом же, жестокие мужья редко отправляются под арест или подвергаются судебному преследованию.

## Смотрите также
- Женщины в Таджикистане